# Monte Maggiorasca
Monte Maggiorasca to szczyt leżący w Apeninach Północnych na granicy dwóch włoskich prowincji Ligurii i Emilii-Romanii. Jest to najwyższy szczyt w Apeninie Liguryjskim.
U podnóży leżą doliny Val d’Aveto i Val Nure oraz miejscowości Santo Stefano d’Aveto (prowincja Genua) i Ferriere (prowincja Piacenza). Na szczycie stoi statua Matki Bożej z Guadalupe, wzniesiona w 1947 r.